# Ils sont partis
Pour plus de détails, voir Fiche technique et Distribution.
Ils sont partis (They're Off) est un court métrage d'animation américain de la série de Dingo, sorti le 23 janvier 1948 aux États-Unis, réalisé par les Walt Disney Productions.

## Synopsis
Dingo se rend à une course de chevaux.

## Fiche technique
- Titre original : They're Off
- Autres titres[1] :
  - France : Ils sont partis[2]
  - Suède : Jan Långben spelar på toto
- Série : Dingo
- Réalisateur : Jack Hannah
- Scénaristes : Riley Thompson et Campbell Grant
- Voix: Pinto Colvig (Dingo)
- Producteur : Walt Disney
- Société de production : Walt Disney Productions
- Animateur[1]: Al Bertino, Jack Buckley, Volus Jones, John Sibley
- Layout : Yale Gracey
- Background: Howard Dunn
- Distributeur : RKO Radio Pictures
- Musique: Oliver Wallace
- Format d'image : Couleur (Technicolor)
- Son : Mono (RCA Sound System)
- Durée : 6 min 37 s[3]
- Langue : Anglais
- Pays :  États-Unis
- Sortie : États-Unis : 23 janvier 1948[4]

## Voix françaises
- Hervé Jolly : le narrateur
- Gérard Rinaldi : Dingo

## Commentaires
Ce film pourrait être associé à la série des Comment faire..., avec comme titre Comment jouer aux courses de chevaux.